# Sovjetiska militärförvaltningen i Tyskland

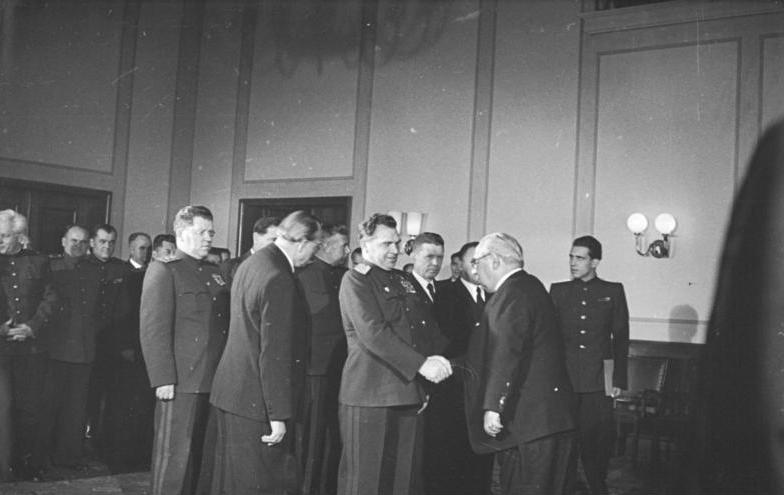
Överlämning av kontrollen av landet från SMAD till den första regeringen i DDR genom Vasilij Tjujkov.

Den sovjetiska militärförvaltningen i Tyskland (SMAD, Советская военная администрация в Германии, СВАГ. (Sowetskaja wojennaja administrazija w Germanii, SWAG.), även sovjetiska militäradministrationen (SMV), var den sovjetiska administrativa myndighet som kontrollerade den sovjetiska ockupationszonen under ockupationen av Tyskland efter andra världskriget mellan 1945 och 1949, då regeringsmakten överfördes till den första regeringen under Wilhelm Pieck i det då nybildade Östtyskland (DDR) den 10 oktober 1949.

### Översättning
Den här artikeln är helt eller delvis baserad på material från tyskspråkiga Wikipedia.